# Freital
Freital egy közel 40 000 lakosú város Németországban, Szászország tartományban. A város Szász Svájc–Keleti-érchegység területén található.Drezdától délnyugati irányban körülbelül 1,5 km-re fekszik. Bár szinte teljesen egybeépült az elmúlt évek folyamán Drezdával, mégis mindmáig megőrizte önálló közigazgatását, valamint városi rangját. A város neve szabad völgyet jelent. 
A várost 1921 Október 1-jén alapították, Deuben, Döhlen és Potschappel falvak egyesülése után. 1999-ig további 10 kisebb falu, vagy község csatlakozott a városhoz. Érdekesség, hogy 1924 és 1946 között Freital nem tartozott egy járáshoz sem. 1952 és 1994 között a városnak saját járása volt, az úgynevezett "Freitali járás. 1994 és 1997 között a város a Dippoldiswaldei járáshoz tartozott. 1998-ban újra a Freitali járás központja lett.

## Fekvése
A város körülbelül 1,5 km-re délre fekszik Drezdától. Freital kettéválasztja a  Weißeritz folyó, ami a város délnyugati határánál lép be Freitalba, és az északkeleti határnál hagyja el a várost. A város a Szász Svájc–Keleti-érchegység területen belül, északnyugaton helyezkedik el. A város egyik látképe a Windberg hegy, ami körülbelül 100 méterrel emelkedik a város felé. A völgy határa mentén találhatók azok a kevésbé urbanizált helyek, amelyek a város alapítása után, a XX. század végéig beépültek. 

###### Kerületek
| Kerület neve  | Mióta | Lakosság | Terület | Kerület részek                                         |
| ------------- | ----- | -------- | ------- | ------------------------------------------------------ |
| Birkigt       | 1923  | 0972     | 0,86    | Birkigt                                                |
| Burgk         | 1924  | 2455     | 2,39    | Großburgk,Kleinburgk és Zschiedge                      |
| Deuben        | 1921  | 5671     | 1,54    | Deuben                                                 |
| Döhlen        | 1921  | 3434     | 2,65    | Döhlen,Neudöhlen,Oberdöhlen és Unterdöhlen             |
| Hainsberg     | 1964  | 4305     | 4,47    | Hainsberg, Coßmannsdorf és Eckersdorf                  |
| Kleinnaundorf | 1974  | 1060     | 1,63    | Kleinnaundorf                                          |
| Niederhäslich | 2011  | 2829     | 3,44    | Niederhäslich                                          |
| Pesterwitz    | 1999  | 3263     | 2,69    | Pesterwitz, Oberpesterwitz                             |
| Potschappel   | 1921  | 5468     | 2,23    | Potschappel, Niederpesterwitz, Leisnitz és Neucoschütz |
| Saalhausen    | 1973  | 0128     | 1,01    | Saalhausen                                             |
| Schweinsdorf  | 2011  | 1510     | 1,29    | Schweinsdorf                                           |
| Somsdorf      | 1974  | 0638     | 6,35    | Somsdorf                                               |
| Weißig        | 1974  | 0893     | 3,56    | Weißig,Oberweißig és Unterweißig                       |
| Wurgwitz      | 1974  | 2495     | 4,82    | Wurgwitz, Kohlsdorf és Niederhermsdorf                 |
| Zauckerode    | 1922  | 4785     | 1,52    | Zauckerode                                             |